# Château du Grand-Riou
Le château du Grand-Riou a été brûlé au mois de mars 1792 pendant les Guerres de Vendée. Ce château est situé à Tigné, en France.

## Localisation
Le château est situé dans le département français de Maine-et-Loire, sur la commune de Tigné.

## Historique
Il s'agirait d'une ancienne commanderie templière. 
L'édifice est inscrit au titre des monuments historiques en 1988.